# Akebia pentaphylla
Akebia pentaphylla là một loài thực vật có hoa trong họ Lardizabalaceae. Loài này được (Makino) Makino mô tả khoa học đầu tiên năm 1902.